# Ela Slavíková
Ela Slavíková (5. května 1912 Praha – 5. srpna 2005 Rio de Janeiro) byla československá automobilová závodnice. První žena, která byla vyznamenána stříbrným odznakem Sportovní komise Autoklubu RČS. V roce 1934 zvítězila ve své kategorii v nejtěžším čs. závodě cestovních automobilů 1000 mil československých. Na svých sportovních a závodních vozech Aero preferovala registrační značku P-61.

## Životopis
Ela Slavíková (někdy se uvádí Ella), roz. Eliška Chejnová se narodila v květnu 1912. Jezdila automobilem už od svých šestnácti let. Řidičskou zkoušku složila v den svých osmnáctých narozenin (1930) na vlastním voze Aero 500. Měla obchod na pražských Vinohradech, kde prodávala oděvy a prádlo. Hned od roku 1930 se s aerovkou zúčastňovala hvězdicových jízd, soutěží i závodů, nakonec, kromě mnoha cen a trofejí, na přelomu let 1931/32 získala i srdce a ruku obchodního ředitele továrny Aero ing. Leopolda Slavíka (1902–1939).
Jejím největším úspěchem byla první dámská cena na závodě 1000 mil československých a vítězství ve třídě do 1500 cm³. Toho se zúčastnila v prototypovém, přestavěném automobilu Aero 662 s motorem 1500 cm³. V roce 1935 při závodě 1000 mil československých měla těžkou havárii ve voze Bohumila Turka, se kterým jela jako spolujezdkyně. Ela Slavíková měla otřes mozku, zlomeniny rukou a klíční kosti. Turek i Slavíková byli převezeni do Vinohradské nemocnice a mnoho hodin byli v bezvědomí. Ze zranění se léčila více než rok. Ela Slavíková měla i pilotní průkaz sportovního letce.
Její manžel zahynul v roce 1939 při banální dopravní nehodě. Se svým vozem Aero 50 poznávací značky P-61 jel naposledy 10. března 1939. Při průjezdu Zborovskou třídou na Smíchově se srazil s autobusem, který zatáčel k Diezenhoferovým sadům a jel k Jiráskovu mostu. Leopold Slavík byl po prvém lékařském ošetření donesen na lůžko nemocničního pokoje, kde však brzo na to zemřel. Pohřeb se konal v den příchodu německých okupantů ve středu 15. března 1939 odpoledne ve Strašnickém krematoriu. Jménem továrny Aero, tov. dr. V. Kabeše a osobních přátel se rozloučil se zesnulým populární automobilový závodník Bohumil Turek, který vzpomněl jeho průkopnické práce v propagaci malého lidového vozu a jeho velkých zásluh o československý motorismus, zejména po stránce sportovní. Jménem Aero Car Clubu promluvil JUDr. O. Lankaš, který vzpomněl nezištné spolupráce se zesnulým při budování největšího značkového klubu v republice. Za zvuků hymny Kde domov můj zmizela rakev v žárovišti.
V roce 1938 se Ela Slavíková přihlásila do služeb Československého Červeného kříže. V září 1939 při přepadení Polska nacistickým Německem byla ve Varšavě a potom Bukurešti. V roce 1946 emigrovala a dostala se až do Brazílie, znovu se provdala a přijala jméno Slavíková – Feldhusenová. S manželem měla dvě dcery. Na podzim 2003 ji navštívil před Šestidenní v Brazílii Zbyněk Honzák ml., který mj. ocenil její perfektní češtinu, ani v nejmenším nepoznamenanou tím, že žije v cizině více než padesát let. V brazilském Riu de Janeiru žila až do své smrti.

## Největší úspěchy
- V závodě 1000 mil československých vyhrála v roce 1934 třídu do 1500 cm3 na speciálně upraveném, prototypovém voze Aero 662 se čtyřválcovým motorem
- Vítězství ve třídě do 1100 cm³ na II. ročníku Českobrodském okruhu s vozem Aero 30 (1935)
- Vítězství ve třídě do 1100 cm³ na závodu do vrchu Jenerálka v Praze s vozem Aero 30 (1935)
- Účastnice dálkové jízdy Modrého týmu Aero do severní Afriky (únor–duben 1934)

## Ocenění
- Stříbrný odznak Sportovní komise Autoklubu Republiky Československé (1934)

## Závodní kariéra
- 1930

S vozem Aero 500 debutovala ještě pod dívčím jménem Eliška Chejnová ve Slánské soutěži spolehlivosti a spotřeby, která se konala začátkem srpna a kde jela jednotlivé časové úseky i 60 km/h průměrem. Další soutěží byla Dámská soutěž na 500 km (Praha – Hradec Králové – Brno – Tábor – Praha) a uskutečnila se 29. a 30. října 1930. Bylo přihlášeno 69 dam, Eliška Chejnová z Vršovic jela se startovním číslem 57 v kategorii automobilů do 1,1 l.
- 1931

Od 19 let se již pravidelně zúčastňovala automobilových závodů, nejenom „dámských“ soutěží. V Lounech se 14. června účastnila Lounské růžicové jízdy. V rámci známé krajinské výstavy v Lounech, která byla rovněž 14. června slavnostně zahájena za přítomnosti p. ministra průmyslu, obchodu a živností dr. Matouška, uspořádala lounská skupina Ligy čsl. motoristů národní soutěž spolehlivosti motorových vozidel na 439 km. Trať probíhala 19 městy (Louny, Slaný, Kladno, Rakovník, Postoloprty, Žatec, Kadaň, Chomutov, Jirkov, Most, Libochovice, Budyně, Roudnice, Mělník, Velvary, Bílina, Teplice, Lovosice, Třebenice) a asi 90 obcemi. Vzhledem k tomu, že byly v propozicích pro jednotlivé kategorie stanoveny dosti vysoké rychlostní průměry, vyvinul se ze soutěže opravdový rychlostní závod, který měl všechen vzruch jako Zbraslav – Jíloviště, a všeobecně se říkalo, že je to „Zbraslav na 8 hodin“. Mezi těmi, kdo soutěž s úspěchem absolvovali a obdrželi pozlacenou plaketu, byla i E. Chejnová na Aeru.
Na podzim 1931 získala ve Hvězdicové jízdě k Autosalonu, pořádanou Autoklubem RČs ve dnech 22.–28. října, 1. dámskou cenu, když projela trať Praha – Plzeň – Praha – Hradec Králové – Praha – Teplice – Šanov – Praha za 12 hodin a jako cenu získala broušenou žardiniéru. Jela v kategorii automobilů do 1000 cm³.
- 1932

V roce 1932 už závodila pod jménem Ela Slavíková na pěti podnicích. Na jaře a počátkem léta odjela na dvouválci Aero úspěšně tři soutěže (IV. Soutěž spolehlivosti „Napříč Šumavou“, IV. Soutěž krajem Žižkovým a III. Lounská soutěž spolehlivosti). Soutěž Napříč Šumavou se konala v rámci oslav 25. jubilea Západočeského autoklubu na trase 386 km dlouhé. Stříbrnou plaketu získal tým Aero ve složení Sottl, Slavíková, Pohl a Liška. Soutěž krajem Žižkovým uspořádal 16. června Autoklub Tábor na trase dlouhé 312 km přes města a vesnice Tábor, Opařany, Bechyně, Bernartice, Milevsko, Krásná Hora, Sedlčany, Neveklov, Benešov, Vlašim, Čechtice, Košetice, Hořepník, Pacov, Cetoraz, Obrataň, Pelhřimov, Rynárec, Rymberk (Polesí), Počátky, Žirovnice, Kamenice nad Lipou, Deštná, Dírná, Tučapy, Soběslav a zpět do Tábora. V „individuelní“ klasifikaci získala zlacenou plaketu i Ela Slavíková na Aeru 745 cm³ za plný počet dosažitelných bodů. Na III. Lounské národní soutěži spolehlivosti konané 12. června získala zlacenou plaketu i Ella Chejnová-Slavíková. Mimo přispěla k zisku zlatých plaket i týmu Aero (Chejnová-Slavíková, S. Kafuněk a ing. Rozhon). Trať byla rozdělena na tři okruhy, z nichž nejtěžší byl první okruh, který vedl přes Krušné hory.
V létě se začala zúčastňovat okruhových závodů. Jejím prvním startem byla účast na Stříbrném trianglu Českomoravské vysočiny ve Ždírci 17. července 1932. Závod se jel na 30 kol/ca. 60 km a v třídě do 750 cm³ obsadila 4. místo v čase 1:01:15,5 h a získala 1. dámskou cenu. V Letohradu, tehdejším Kyšperku, byl pořádán závod na tzv. Orlickém okruhu. Jeho druhý ročník se jel pod názvem Orlický okruh Ligy československých motoristů v termínu 24. července 1932. Jeden okruh měřil 47 km a měl start a cíl v Kyšperku. Odtud trať vedla na Lukovice, Žamberk,  Šedivec, Bredůvku, Jablonné, Orličky, Jamné, Sobkovice, Mistrovice, Orlici a zpět do Kyšperku. V závodě automobilů skončila na 3. místě Ela Slavíková na Aeru a získala i 2. cenu ve své kategorii za nejlepší dámský výkon. V závodě celkově zvítězil Jiří Pohl na Aeru v čase 1:15:03 h. Ela Slavíková za 3. místo dobyla několika krásných cen a finanční odměnu 500 Kč.
- 1933

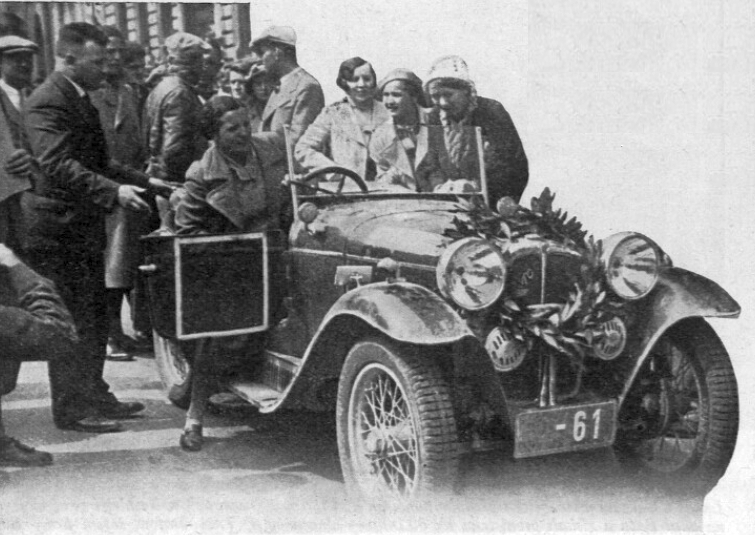
Ela Slavíková po dojezdu 1000 mil československých (1933)

Autoklub Tábor uspořádal v neděli 21. května soutěž motocyklů a automobilů „Krajem Žižkovým" na trati 315 km dlouhé, která byla absolvována ve 3 etapách Tábor—Sedlčany (90 km), Sedlčany—Pacov (94 km) a Pacov —Tábor s odbočkou přes Pelhřimov (128 km). Ze 64 přihlášených startovalo 58 a to: 27 motocyklů, 13 sidecarů a 18 automobilů. Trať vedla většinou po špatných okresních silnicích a měla mnoho zatáček. Zlatou medaili získalo 10 automobilů. V kategorii automobilů získala zlatou medaili také jediná soutěžící dáma, Ella Slavíková (Aero). Jelikož stanovená maximální rychlost při překročení nebyla pokutována, byl závod de facto rychlostní soutěží. Závod byl sledován po celé trati i u cíle v Táboře tisíci diváky.
V roce 1933 startovala poprvé na „velkém“ závodě, v 1. ročníku 1000 mil československých. První ročník se jel 10. a 11. června. V soutěži továrních týmů bez rozdílu kubatur zvítězil tým Aero-Car-Clubu Praha, který za vítězství získal Cenu prezidenta republiky a Cenu ministerstva obchodu. Posádka E. Slavíková – Antonín Nahodil na Aeru 1000 s motorem o zdvihovém objemu 998 cm3 (st. č. 49) po opatrném začátku byla dosti vzadu, pak postoupili na konci druhé etapy na sedmé, přechodně na začátku čtvrté etapy až na páté, pak ale zase ve finiši klesli až na osmé místo ve třídě do 1100 cm³. E. Slavíková získala vedle mnoha jiných cen krásnou cenu věnovanou pořádajícím klubem „pro dámu, která se v 1000 mílích nejlépe umístí“.
- 1934

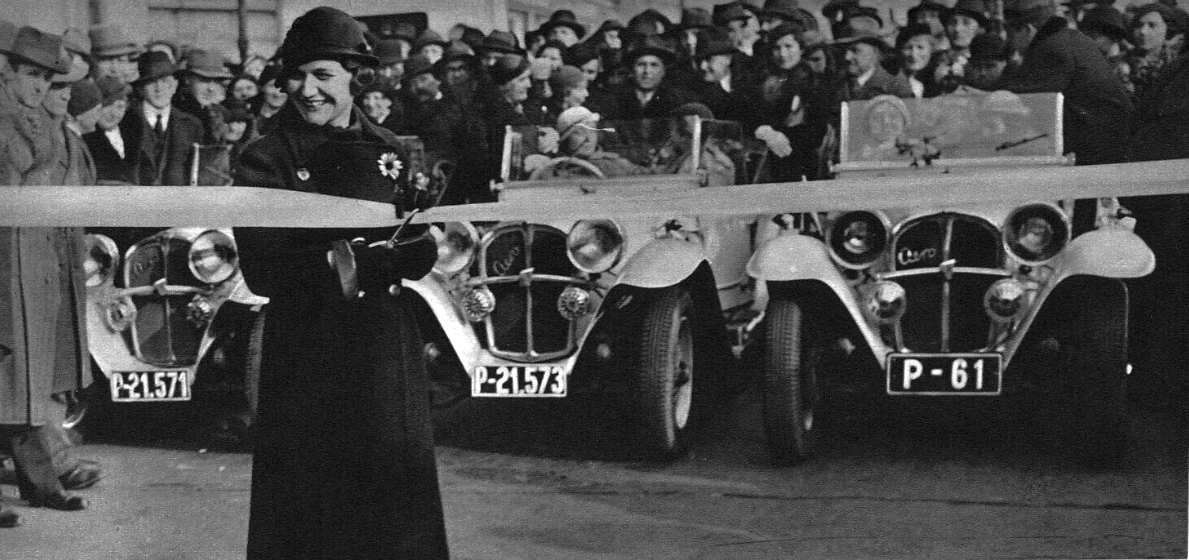
Eliška Junková přestřihává startovní pásku Modrému týmu (P-61 vůz E. Slavíkové)

V tomto roce se účastnila jízdy „Modrého týmu“ na vozech Aero 1000. Šest statečných žen usedlo do svých automobilů a vypravilo se 24. února na dálkovou expedici. Jejich cílem se stala severní Afrika, Alžírsko a Maroko. Do Prahy se vrátily 6. dubna. Výpravu pro šest mladých žen zorganizoval průkopník automobilismu a dalekých automobilových výprav František Alexander Elstner, ale iniciátorkou projektu byla Eliška Junková. Od podzimu 1933 pracovala v obchodním oddělení dodávek pneumatik u firmy Baťa. V rámci propagace navrhla vedení automobilky Aero netradiční výpravu na africký kontinent. Za volant tří aerovek s pneumatikami Baťa usedly zkušené řidičky: Ela Slavíková, Věra Vlčková a Zdenka Veselá, které patřily k vynikajícím a ostříleným českým motoristkám. Zbytek týmu tvořily Elstnerova manželka Eva, sestra mechanika Eliška Kavalierová a Helga Martenová, manželka filmového režiséra a producenta, který výpravě poskytl kameru a filmový materiál. Posádky vozů tvořily následující dvojice – Eva Elstnerová a Ela Slavíková, Zdenka Veselá a „Iška“ Kavalierová, Věra Vlčková a Helga Martenová. Pánové Elstner a Kavalier přijali role servisních mechaniků ve čtvrtém voze. Z Prahy vedla trasa přes Štrasburk, Marseille, Alžír, Fes, Casablancu, Tiznit, Ceutu, Gibraltar, Madrid a Paříž zpátky do československé metropole. Dámy nevybíraly jen nejkratší či nejjednodušší cestu. Našly prostor a sílu na projetí pohoří Atlas či návštěvu pouště u města Tiznit, oázy Bou Saâda na severu Alžírska atd.
Ela Slavíková na stránkách společenské revue Měsíc popsala cestu takto: „Pustily jsme se na Aerovkách trochu do světa, chtěly jsme dokázat, že dovedeme zdárně podniknout a dokončit i velký a zodpovědný podnik, chtěly jsme dokázat kvalitu československého automobilu. Krátce — jely jsme propagovat Československo. Nejely jsme za romantikou, nejely jsme lámat rekordy. Jestliže jsme se svými Aerovkami přejely téměř nesjízdný Vysoký Atlas, nemusí být Modrý team ještě považován za expedici sportovní. Nežádaly jsme uznání nebo obdivu, netoužily jsme po sensacích ani po slávě. Byly jsme přijaty všude velmi přátelsky a mile. Zájem a obdiv nás samozřejmě těšil, ne však tak osobně, spíše jako vědomí poctivě a dobře vykonané propagační práce pro Československo.“
První soutěž v roce 1934 absolvovala na Českobrodském okruhu, který se toho roku jel jako soutěž spolehlivosti. Českobrodského okruhu motoristů se 20. května zúčastnilo 62 jezdců (27 motocyklů, 7 sidecarů a 31 automobilů). Motocykly projížděly okruh v délce 30,1 km 3x, automobily 7x při předepsané, průměrné rychlosti 50 km/hod. Jezdce po celé délce trati sledovalo na 15 000 diváků. Absolutním vítězem v motocyklech prohlášen Mír. Skála na Jawě, v automobilech Emanuel Pinner (Aero). Z dam uhájila primát nejlepší jezdkyně soutěže Ela Slavíková na voze Aero.

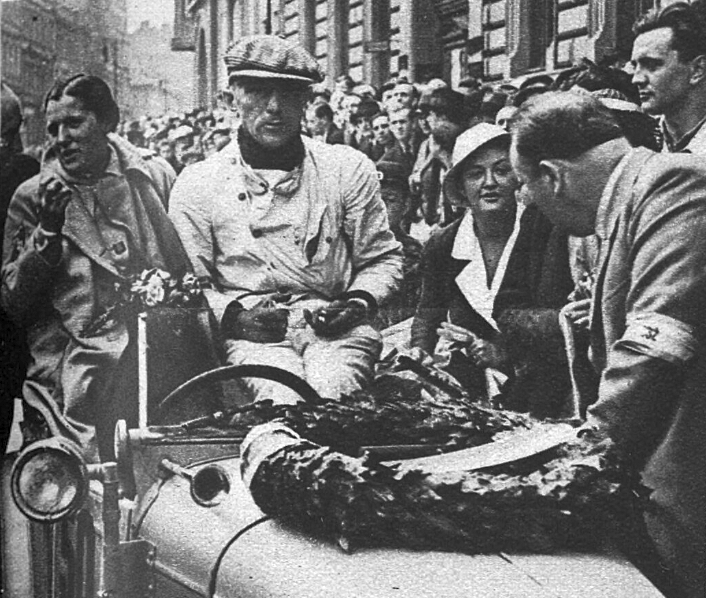
Ela Slavíková po dojezdu 1000 mil 1934 (Letem světem, 26.06.1934, No 37, p. 5)

Na závodě 1000 mil československých (9.–10. června) dosáhla svého životního úspěchu. Startovala na speciální čtyřválcové verzi, vzniklé spojením (původně sešroubováním) dvou dvouválcových motorů typu Aero 662. Vůz st. č. 50 měl standardní karosérii roadsteru Aero 662, jen kapota byla prodloužena o 12 cm. Motor měl zdvihový objem 1320 cm³ stejného vrtání a zdvihu jako normální dvouválec Aero 662 ccm. Blok byl odlit v celku, byly to vlastně dva motory za sebou. Byl to vůz, který pro sebe postavil ředitel dílen Aero ing. Bašek. Rám byl stejného provedení jako u normálního typu 662, pouze vyztužený s pohonem zadní nápravy. Výkon motoru byl odhadován na 36 HP. Protože při své malé hmotnosti byl vůz velmi lehký a byl tudíž velmi rychlý.
Posádka E. Slavíková a Bohumil Vidra se žlutě nabarveným, otevřeným vozem zvítězila ve své třídě. Původní vůz, jako všechny tehdy vyráběné vozy Aero, neměl přední brzdy, ale byly na něj namontovány později. Mimo vítězství ve třídě obsadila tato posádka celkově 15. místo. Za vítězství v čase 18:06:34 h (průměrná rychlost 87,962 km/h) získali za vítězství ve třídě 3000 Kč (od AKRČs), 7000 Kč od firmy Baťa a Dámskou cenu Baťa, od firmy Aero 5000 Kč a křišťálový pohár a také 500 Kč od firmy Technospol za vítězství se svíčkami Champion (celkem 15 500 Kč). Mimo to získali cenu Aero Car Clubu a obdrželi i plaketu „Pražské jaro“.  Jejich čas byl o 55 minut kratší a průměrná rychlost o 5 km/h rychlejší, než dosáhl ing. Petr Mucha (19:01,15 h), vítěz 1. ročníku z roku 1933.

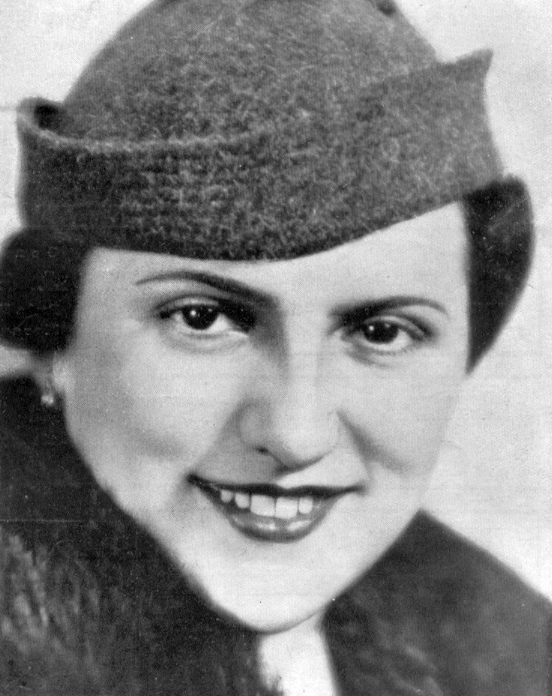
Ela Slavíková, držitelka stříbrného odznaku AKRČs za rok 1934

Ještě v červnu, o týden později 17.6., zvítězila E. Slavíková v Dámské automobilové soutěži Šumavou. 5. ročník této soutěže se jel na trase Plzeň – Železná Ruda – Přeštice – Plzeň (400 km). O pořadí rozhodla rychlostní zkouška z Přeštic do Plzně (18 km), ve které zvítězila E. Slavíková v průměrné rychlosti 105 km/h před Zástěrovou na Fordu a Jitkou Zavřelovou (Walter Junior SS).
Za svoje výkony v roce 1934 obdržela Ela Slavíková jako první žena (když závodila Eliška Junková, tak se odznaky AKRČs ještě neudělovaly) stříbrný odznak Sportovní komise AKRČs především za vítězství ve třídě do 1500 v 1000 mílích čsl. a za vítězství v téže třídě dámské soutěže „Napříč Šumavou“. Předání odznaků bylo provedeno u příležitosti oslavy vítězů, konané v sobotu 15. prosince v domě Autoklubu RČs.
- 1935

Sezonu 1935 zahájila Ela Slavíková 27. dubna vítězstvím na voze Aero 30 ve třídě cestovních automobilů do 1100 cm³ v závodě do vrchu Jenerálka v Praze. O týden později (5. května), rovněž s Aero 30, zvítězila ve stejné třídě na II. ročníku Českobrodského okruhu. Vítězství předcházela kuriózní příhoda. Slavíková po sobotní přednášce ing. Elstnera v místní restauraci U Steinů a po oslavě svých 23. narozenin v den závodu zaspala, probudil ji až hřmot motorů z náměstí. Aby stihla závod, hodila si přes pyžamo nepromokavý plášť, obula střevíce a cestou po schodech nasadila brýle, tak vyletěla z hotelu a vrhla se sprintem na start. „

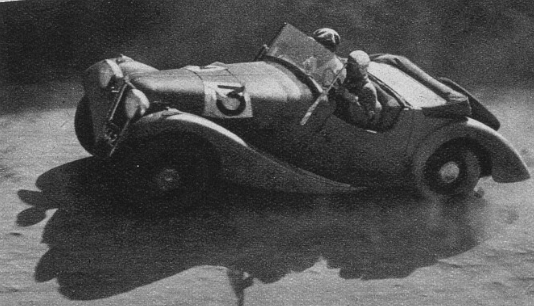
Slavíková-Vidra, Aero 30, Českobrodský okruh (1935)

„Ze zlosti, že mě nikdo nevzbudil, jela jsem první zatáčku riskantně a neušlo mi, jak se Vidra (mechanik a spolujezdec) skrčil na znamení, že se mám trochu ovládnout. Ale jelo se mi skvěle a přestože startovalo hodně vozů, vyhráli jsme kategorii a dosáhli nejlepšího času dne. To vše v den mých narozenin. Vynesli mě z vozu a v tom pyžamu vyzvedli na ramena. To byl snad nejúspěšnější závod v mém životě.“ zavzpomínala Ela Slavíková na stránkách časopisu Veterán v roce 1998. Trať 157,8 km dlouhou ujela za 2:09:01,0 h. To byl její poslední, vítězný závod před její těžkou havárií při závodě 1000 mil československých v polovině června 1935 na voze Aero 30, řízeném Bohumilem Turkem.

## Havárie na závodě 1000 mil

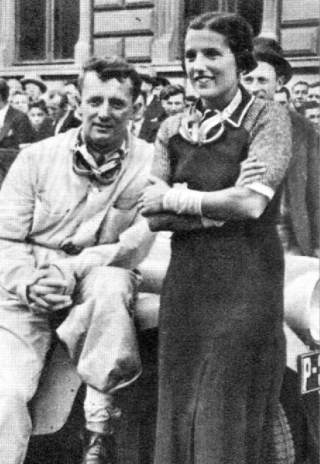
Bohumil Turek a Ela Slavíková před startem 1000 mil československých (1935)

Bohumil Turek v květnu a červnu 1935 absolvoval za 6 týdnů společně s redaktorem ČTK Václavem Königem na voze Aero 30 jízdu dlouhou 10 000 km po cestách i necestách v Sovětském svazu. Od 17. května do 14. června absolvovali trasu Praha–Varšava–Bobrjusk–Moskva–Orel–Charkov–Rostov–Tbilisi a zpět. Bezprostředně po návratu z cesty startoval 15. června ve III. ročníku závodu 1000 mil československých.
Posádka Turek-Slavíková na vozu Aero 30 (st. č. 43) krátce po startu před Dolními Počernicemi havarovala. Byli předjížděni Gaudnikem na Bugatti. Jejich aerovka se střetla přední částí automobilu s Bugatkou. Následkem kolize jejich vůz v rotaci vylétl ze silnice a narazil do prkenné bariéry. Turek utrpěl sedm fraktur a devastující zranění obličeje. Slavíková z otevřeného vozu vylétla a z nehody vyvázla se zlomenou klíční kosti, zlomeninami rukou a otřesem mozku. Pozdější vyšetřování nehody potvrdilo, že Turek nehodu nezavinil, naopak ji způsobil vůz Bugatti při nepochopitelném manévru při předjíždění.
Ela Slavíková podstoupila operaci zlomené klíční kosti. Magazín Auto v polovině července 1935 oznámil, že paní Ela Slavíková je už úplně mimo nebezpečí a v nejbližších dnech se bude stěhovat do Nespek na Sázavě na zotavenou do tzv. Aerovácké osady. Nemocnici opustila v doprovodu manžela, své matky a paní Turkové. Při rekonvalescenci pilně procvičovala ruku, která po dlouhém uložení v sádře hodně zeslábla. Ale s rukou nebylo vše v pořádku, protože Ela Slavíková absolvovala v září novou operaci zraněné ruky v Borůvkově sanatoriu (v Legerově ulici) a pak se zotavovala v Karlových Varech. V lednu 1936 se podrobila konečné úpravě trojnásobné fraktury klíční kosti.
V létě 1936 pojišťovna Legie odmítla vyplatit pojistku Ele Slavíkové, resp. odepřela dopisem vyplacení jakékoliv náhrady za její úraz při závodě 1000 mil v roce 1935. Podala proto soudní žalobu na zaplaceni asi 40 000 Kč, odůvodněnou posudky znalců. Již na prvním stání u soudu nabízela pojišťovna Legie smír, přijme-li pí. Slavíková polovici žalovaného obnosu.

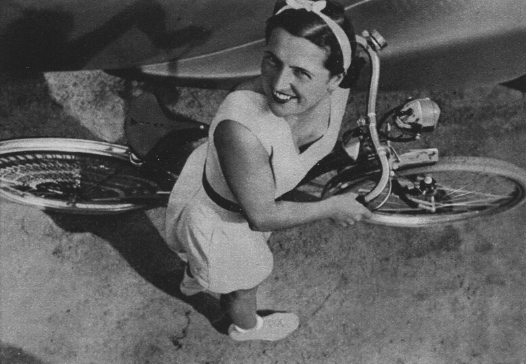
Ela Slavíková v roli cyklistky (1937)

V létě 1937 přinesl časopis Pestrý týden snímek Ely Slavíkové, populární a nejlepší automobilové závodnice na voze Aero jako dočasné cyklistky. K závodění se Ela Slavíková už nikdy nevrátila.